# テイラー・ジェンキンス
テイラー・ジェンキンス（Taylor Vetter Jenkins、1984年9月12日 - ）は、アメリカ合衆国のプロバスケットボール指導者。テキサス州アーリントン出身。アメリカ男子プロバスケットボールリーグNBAのメンフィス・グリズリーズのヘッドコーチ。

## 経歴
ダラスのセントマークスオブテキサス高校に通いバスケットボールチームで2回キャプテンを務め、身長6フィート3インチ（1.91 メートル）のスモール・フォワードとしてプレーした。ペンシルベニア大学ウォートンスクールで経済学と副専攻の心理学、経営学を学び、経済学の学士号を取得した。カレッジバスケットボールはプレーしなかった。

## 指導者歴

### サンアントニオ・スパーズ
2007-2008年のシーズン中に、サンアントニオ・スパーズのバスケットボール運営部門でインターンを務め、グレッグ・ポポビッチのもと、選手育成を担当していた。

#### オースティン・トロス
2008年から2013年まで、スパーズのDリーグアフィリエイトであるオースティン・トロスのアシスタントコーチおよびヘッドコーチを務めた。2011-2012シーズン、トロスがDリーグチャンピオンシップで優勝したとき、ジェンキンスはアシスタントコーチを務めていた。ヘッドコーチとして、2012–13シーズンにトロスを27–23（.540）の記録に導き、ベイカーズフィール・ドジャムにプレーオフ1回戦で勝利したが、準決勝でサンタクルーズ・ウォリアーズに敗れた。

### アトランタ・ホークス
ヘッドコーチのマイク・ビューデンホルツァーの下で、アトランタ・ホークスのアシスタントコーチを5年間（2013〜2018年）務めた。ホークスは、2015年のイースタン・カンファレンスファイナルへの進出を含め、4年連続でプレーオフに出場した。ホークスのスターターの4人をNBAオールスターに送り込んだ。

### ミルウォーキー・バックス
2018–19 シーズン中にビューデンホルツァーヘッドコーチに付いてミルウォーキー・バックスのアシスタントになるために移籍した。バックスはリーグベスト60勝で終了し、45年ぶりにイースタン・カンファレンス1位を獲得した。コート上での小競り合いの最中にジェンキンスがベンチから飛び出し、プレーヤーを引き留めているところをESPNが映し出し脚光を浴び、ビデオはスポーツ・ウェブサイトの『アスレチック』で紹介された。
2015年にNBAイースタンカンファレンスオールスターチームとNBAワールドチーム（ライジングスターズ）のアシスタントコーチも務めた。2016年8月、メキシコシティでナイキが発表したアメリカズチームキャンプに参加した。キャンプは、4日間のバスケットボールの練習とNBA選手とコーチによる競技で構成されていた。

### メンフィス・グリズリーズ
2019年6月11日、メンフィス・グリズリーズの新ヘッドコーチに就任した。メンフィスコマーシャルアピールは、この採用を「オーナーのロバートペラにとって決定的な瞬間」とフロントオフィスと呼んだ。その月にグリズリーズを11–4の記録に導き、2020年1月にウェスタン・カンファレンスのコーチ・オブザマンスに選ばれた 。シーズン終盤の2025年3月28日朝、2人のアシスタントコーチと共に解雇された。

## ヘッドコーチ成績
| チーム                   | シーズン | G   | W   | L  | W–L% | シーズン結果       | PG | PW | PL | PW–L% | 最終結果           |
| ------------------------ | -------- | --- | --- | -- | ---- | ------------------ | -- | -- | -- | ----- | ------------------ |
| メンフィス・グリズリーズ | 2019–20  | 73  | 34  | 39 | .466 | サウスウェスト3位  | —  | —  | —  | —     | プレーオフ不出場   |
| メンフィス・グリズリーズ | 2020–21  | 72  | 38  | 34 | .528 | サウスウェスト２位 | 5  | 1  | 4  | .200  | 1stラウンド敗退    |
| メンフィス・グリズリーズ | 2021–22  | 82  | 56  | 26 | .683 | サウスウェスト１位 | 12 | 6  | 6  | .500  | セミファイナル敗退 |
| Career                   | Career   | 227 | 128 | 99 | .564 |                    | 17 | 7  | 10 | .412  |                    |